# 立身流
立身流（たつみりゅう）は戦国時代初期に立身三京が創始した武術。いわゆる古武道・古武術の流派。

## 概要
立身流は室町時代の永正年間(1504年～1521年)に立身三京が創始した居合、剣術を中心とした総合武術。
江戸時代には、譜代大名で幕府の要職を務めた佐倉堀田藩における藩外不出の武術として藩士教育の中枢にあり、堀田藩主をはじめ藩士の武芸として重視されてきた。
幕末には、半澤成恒、逸見宗助、兼松直廉などの多くの名人を輩出するとともに、明治初期の警視庁流創設に関わるなど、現代剣道の源流のひとつとしても大きな役割を果たしてきた。また慶応義塾大学創設等で知られる福澤諭吉が立身新流を学び晩年まで稽古していた。
現在、伝書全15巻と関連古文書が完全に伝来されており、千葉県佐倉を中心に東京及び海外に支部教場が置かれている(千葉県無形文化財指定)。

## 立身流系譜
1.立身三京ー2.立身石見守ー3.立身数馬佐ー4.三上半之丞ー5.松井琴古ー6.桑島太左衛門ー7.大石千助ー8.山口七郎左衛門ー9.竹河九兵衛ー10.糟谷団九郎ー11.逸見柳芳ー12.逸見宗八ー13.半澤喜兵衛ー14.逸見新九郎ー15.半澤権右衛門ー16.逸見宗八ー17.逸見忠蔵ー18.半澤成恒ー19.加藤久ー20.加藤貞雄ー21.加藤高ー22.加藤紘

## 立身新流と立身当流
現在、立身流の傍系伝承は全て途絶えている。 

### 立身新流
立身新流(たつみしんりゅう)は、第6代桑島太左衛門より分岐した。
福澤諭吉は中津奥平藩でこれを学んでいた(相当の腕前と考えられるが伝書を受けているかは不明)。
木村権右衛門【1】－木村安戴－木村権右衛門－木村権兵衛－小形安兵衛－[失伝]
【1】－下山新左衛門【2】－高橋紋右衛門－中村喜助－中村庄米(庄兵衛)－(福沢諭吉)－[失伝]
【2】－菅沼五郎左衛門－三浦太右衛門【3】－猿橋代助－垂水清右衛門－猿橋代助－荻原忠助－江口良右衛門－[失伝]
【3】－今村杉右衛門－富永応助－松本二右衛門－福島茂右衛門－中西兵四郎－[失伝]

### 立身当流
立身当流(たつみとうりゅう)は、第7代大石千助より分岐した。
松川兵右衛門－服部善右衛門－奥平理兵衛－恩田治郎蔵－恩田四郎治－恩田弥忠治－菅沼孫右衛門－[失伝]

## 立身流の俰に関する周辺流儀名

### 情心流
立身流俰と似た技名が記され、伝系の中に竹川九兵衛の名が記載される傳書がある。「和儀」第36号　平上信行 編述（平成９年６月 和科學々會 発行）には竹川九兵衛、竹河九兵衛の名をめぐる諸仮説が述べられている。

### 清心流
「俰」の字を用い、立身流俰と似た技名が記され、伝系の中に竹河九兵衛の名が記載されている傳書がある。しかし、竹河九兵衛名での豊田清九郎宛 元禄５年２月付「清心流組討極位目録并序」の記載形名は立身流と全く関係がない。なお、清心流と清心一流、双方流名の記載のある傳書巻が数巻ある。

### 清心一流[要出典]
「俰」の字を用い、立身流俰と似た技名が記され、伝系の中に竹河九兵衛の名が記載されている傳書がある。
清心一流とは、荒木夢仁斎（荒木流）又はその高弟の森霞之輔（霞神流）を祖とする武術であり、立身流九代目の竹河九兵衛は白岩五右衛門（奥州生駒大善太夫家老）からこの流派を学んでいる。清心一流と立身流俰は、一部形の名前が酷似していること、同名の形の内容が清心一流とほぼ同じこと、「俰」の文字を用いる事などの共通点がある。清心一流は竹河以降も伝承されており、系譜に竹河九兵衛の名が書かれた伝書が存在している。
なお、立身流の俰との関係は不明である。
竹河九兵衛までの清心一流の系譜
- 荒木夢仁斎
- 森霞之輔
- 伊藤新之丞重次
- 白岩五右衛門定英
- 竹河九兵衛

### 荒木流
清心流や清心一流の傳書に、荒木夢仁斉、森霞之助から始まる伝系のものがある。
佐倉藩伝荒木流傳書の冒頭の「荒木流捕手曲」に、「１ さん幾ょく　１ 右の幾ょく　１ 左能幾ょく　１ 飛さ車　１ うゐの幾ょく」とあり、立身流の右位と読み方が似る部分があるが、その他に類似点はない。

### 制剛流
立身流と同じ「俰」の字を用いる。立身流俰の「仏倒」と同じ「仏倒」の技名が見られる傳書がある。

### その他類似技名
立身流にある「七里引」「大杉倒」などの技名はその他の諸流によく見られる技名である。